# Portia songi
Portia songi là một loài nhện trong họ Salticidae.
Loài này thuộc chi Portia. Portia songi được Guo Tang & Yang miêu tả năm 1997.